# 中島みゆきのオールナイトニッポン
中島みゆきのオールナイトニッポン（なかじまみゆきのオールナイトニッポン）は、ニッポン放送の深夜番組「オールナイトニッポン」の月曜1部で1979年4月2日～1987年3月30日まで放送されていたラジオ番組。

## 概要
歌唱で見せる凛とした印象とは180度違う、軽快で明るい語り口が好評だった。内容や登場人物のキャラクターによって声の質を変えながらはがきを読んでいた。そして番組中に読んで気に入ったはがきは中島自ら自宅へ持ち帰っていたという。
放送前の中島のイメージはそれまでの楽曲が影響して、素の彼女を知らない一般人からは「暗い人」と思われていた。このため初期の頃は同番組を聞いたリスナーたちから「これがあの中島みゆきか？」と驚かれた。それまでの歌唱時に見せる表情とは正反対の「ガハハ」と笑う中島の意外な一面、お茶目でありながら温かい語りにリスナーたちは魅了された。また、このキャラクターがリスナーにウケたことで、歌手・中島みゆきにとって新たなファン層の獲得にも繋がったという。
その後ラジオの深夜放送の黄金期と呼ばれる1980年代でも、当番組はニッポン放送の看板番組の一つとなった。中島がオールナイトニッポンを担当した8年間は、終了当時のオールナイトニッポンとしては歴代3位にあたり、女性パーソナリティでは「松任谷由実のオールナイトニッポン」、「AKB48のオールナイトニッポン」に次いで歴代3位。

### 中島の当番組出演のきっかけ
本作放送前の1978年の秋、中島は大阪MBSラジオの『MBSミュージックマガジン』金曜日のパーソナリティを担当していた。それを当時ニッポン放送制作部に所属していた亀渕昭信が聴き、その語り口と歌とのギャップに感銘を受けたことが当番組への起用のきっかけとされている。亀渕は「中島に直接会って依頼した」と回顧しているが、中島自身はそのことを憶えていないという。
ちなみに、中島は自身の著書『伝われ、愛 -月曜のスタジオから-』において、前任者の松山千春から電話によって依頼されたと記述している。なお、『ミュージックマガジン』の構成担当であった寺崎要を、当番組でも構成に起用している。

### 番組エピソードなど
第1回の1979年4月2日の放送は、当時放映していたTBSドラマ「たとえば、愛」の登場人物である九条冬子の語りと、三橋美智也の「達者でナ」の一節で始まった。一曲目は甲斐バンドの「東京の一夜」。ちなみにこの放送において中島は、松山千春について「臨月のため北海道に戻っておりますので、いい子を産んでいただきたい」といじったトークをしていた。
ペンネームを読む際は、リスナーの希望でエコーをかける事が通例となっており、「○○エコー希望」と称し様々な種類のエコーがかけられた。3通に1通の割合で「エコー希望」と書かれていた統計があったという。番組内で中島がリスナーのハガキの住所が書かれた表面から本題が書かれた裏面を読むためひっくり返す時、その音をわざとマイクの前で起こしていた。
毎回最後に読むハガキとエンディング曲は、中島自身がかなり吟味して選んでいたという。一部のスタッフからは、「番組のエンディングをきれいにまとめるのはみゆきさんの美学」とも言われていた。ディレクターには事前に中島が選んだエンディング曲を伝えられ、毎回曲の長さを計算に入れて本番に臨んだ。本番では中島が最後のハガキを読み終える直前にスタッフが曲のイントロを流し始め、曲の終了からきっかり3秒後に午前3時の時報が鳴るようにしていたという。
放送期間中に一度だけ、中島が最後のハガキで悩みを相談してきたリスナーの名前だけ紹介して内容を読まなかったことがあるという。その時中島は、「あなたのお悩みは私には大きすぎて簡単にはお答えできません」とだけ言った。中島は手紙を出してくれたリスナーに安易な助言をせず、正直な自分の気持ちを伝えたという。

### 中島の本業の歌手活動との兼ね合い
スケジュールの都合などで中島の公演先から当番組の生放送を行ったこともある。例として1981年1月6日はSTVラジオ、1984年3月26日に南海放送、1985年6月2日はラジオ沖縄、1986年4月4日はKBCラジオのそれぞれから、またその他数回地方局から放送を行った。
1986年の全国コンサートツアー中に沖縄での録音放送になった時には、この年の4月まで本番組の直後の月曜2部パーソナリティだった上柳昌彦もADの役割で、月曜の夜に沖縄から東京のニッポン放送に帰って録音テープを届けるなど収録の手伝いに行ったことがあった。
また1985年8月12日は公演のため、この日は録音放送の予定だったが、この日日本航空123便墜落事故が発生し、中島側もこの日の放送をどうするか対応に追われたが、報道特別番組に切り替わったため、録音した放送はお蔵入りになった。これを含め、8年の放送期間中に番組が休みになったのは2回だけだった。この日は2部は通常通り生放送だったために局内にいた上柳がそのまま4時間担当して搭乗者の名前などを読み上げた。

### 番組終了
番組終了を発表したのは1987年2月23日。「自分は器用ではない」として、音楽とラジオ両方をやり続けるのは難しく今後は音楽活動に専念したいという理由だった。同年3月30日深夜最終回の中で「いくつものことをてきぱき話せない。24時間という限られた時間を音楽に費やしたいと思った」など番組終了の理由を説明した。
そしてこの日は番組終了の約20分前という早めの時間にエンディングの提供クレジットが読み上げられ、残りを最後のフリートークの時間として割かれた。「中島みゆきは、今夜でディスクジョッキーを中退します。これからもずっと、あなたの望んでいる通りになってとは祈れないけれども、あなたにとって一番幸せな方へ行くように祈っています。“幸”せと言う字は、“辛”いと言う字の上についているちょっぴりの点を“十”に変えると“幸”せになるんです。十分辛くて、初めて人は幸せになるんです。くじけないで頑張って下さい。じゃ、今から数えて10秒後に、私は音楽に走ります。10、9、8、7、6、5、4、3、2、1…。こんばんは、中島みゆきです。」と言うラストメッセージと、ラストナンバー『白鳥の歌が聴こえる』（アルバム『36.5℃』収録、流れたのはミックス違いのanother Mix version）で終了した。
当日、ニッポン放送局舎前には1000人を超すリスナーが全国から集まり、リスナーたちもラストナンバーを合唱して番組を見送った。番組終了後には中島が玄関前に立ってリスナーにあいさつ、そして局の玄関から敷かれたレッドカーペットの上を手を振りながら静々と歩いて出迎えのリムジンに乗車し局を後にした。そして、裏番組『渡辺美里のスーパーギャング』（TBSラジオ）もこの時、敬意を表しエールを送る形で中島の曲『時代』を流した。

## パーソナリティ
- 中島みゆき （シンガーソングライター）

## 放送時間
- 毎週月曜日 25:00 - 27:00 （ニッポン放送をキーステーションに全国33局ネット）

## 主なコーナー

### 初期
- 今日も元気だ、男がうまい （1979年4月 - ）
中島が会ったり喋ったりした男性有名人たちを、リスナーの投書を交えて色々“お味見”していたコーナー。最初は世良公則&ツイスト、谷村新司、NSP、所ジョージ、松山千春の5組の話題から始まった[6]。
- 中島みゆきのでっかいどー、北海道 （1979年4月 - ）
北海道を美しく盛り立てていこうというコーナー[13]。
- 噂のみゆき（1979年4月 - ）
学校などで挙がった中島の噂話の内容などを募集していた[14]。
- ニューミュージック楽屋話 （1981年頃 - ）[15]
- 世の中無駄な物 （1981年7月 - ）
- 家族の肖像 （1981年頃 - ）[15][16][注釈 4][注釈 5]
家族のユニークなエピソードを紹介[1]。
- 大嫌いだ （1982年 - 1985年1月）[18]
リスナーが不満に感じたことなどを投稿。最後は「○○なんか大っ嫌いだー」などといった台詞で締めるのが主で、この台詞のところでエコーがかかった[1]。
- わたしは知っている（1982年頃）[19]
- 給食ですよ （1983年 - ）
- 男子禁制の部屋[20]。

### 後期
- 吾輩は猫である （1985年頃 - ）
- ひとり上手 （1985年頃 - ）
中島のシングル曲『ひとり上手』に掛け、“ひとり上手”だと思った自画自賛話、他人のひとり上手話などを募集[21]。
- めんねの日記 （1986年頃 - ）
謝りたい話などを募集。最後に「ごめんね」の意味で「メンネ～」と付けるのが通例だった[22]。
- 定刻の逆襲 （1986年頃 - ）[23]。
- 有楽町の母 （1986年頃 - ）[24]。
- ありソでなさソなもの[25]。
- 何の意味もないハガキ[26]。
- あたいのメロディー[24]。
- 思えば遠くへ来たものだ[27]。

## ノベルティーグッズ

### ポロシャツ
- 番組ロゴ入りポロシャツ。

### 月光の手鏡
- 1984年秋の『月光の宴コンサート記念』で制作された。

### みゆきのあくしゅ券
- この券を使えば中島みゆきと握手してもらえる[28]。一部メディアでは、「このノベルティ欲しさに、番組には毎週6,000通ものハガキが送られてきた」とも言われている[1]。

## 過去のゲスト
| 1979年 - 9月17日：根津甚八 - 10月29日：笑福亭鶴瓶 - 11月5日：世良公則 - 11月26日：松坂慶子・松山千春 当時中島は松坂の曲『愛の水中花』を「これは私のテーマだ」と言っていたことでトークが盛り上がっていたが、途中から中島に内緒で呼んでいた松山も加わり大騒ぎに。3人でのラジオドラマ（中島演じる女性が思いを寄せる彼（松山）が都会の女性（松坂）に惹かれるのでそれを引き留めるなどの内容）企画も行われた。 - 12月27日：桑名正博 1980年 - 1月28日：小室等 - 5月19日：谷山浩子 - 6月9日：松任谷由実 なぜユーミンはハンドマイクで歌うのかと言う話では「デビューした頃は女のシンガーソングライターは顔を隠すように髪が長くて、ピアノやギターを弾き語りするような影の部分を前面に出しているのが多かったが、私は華やかなのが好きなので、ハンドマイクで歌うのに抵抗は無かった」と話し、中島に「あの時歌謡曲って言われてたの?」と言われた時には「当たり前でしょう」と返した。この他話は、ユーミンの北海道公演の時に台風で機材が届かなかったときには「これは中島みゆきの怨念だ」と思ったこと、ユーミンが「バストが形良い」、フランス料理のデザート「アントルメ」の話などに及んだ。 - 6月30日：南こうせつ - 10月13日：所ジョージ 1981年 - 6月15日：八神純子 - 8月17日：魔夜峰央 - 8月24日：クリスタルキング - 9月28日：甲斐よしひろ 1982年 - 3月16日：福江元久・上村貢聖 - 5月24日：古手川祐子 - 5月31日：ビートたけし - 11月1日：松坂慶子 - 11月29日：谷山浩子 当時流行していたあみんの『待つわ』を中島と谷山が唄った（ただし中島はふざけるなどして終始乗り気ではなかった）。 1983年 - 2月14日：糸居五郎 - 2月28日：郷ひろみ - 5月30日：長渕剛 - 6月13日：松任谷由実 | - 8月8日：八神純子 - 9月26日：上柳昌彦 - 10月31日：松坂慶子 1984年 - 2月20日：三宅裕司 - 2月27日：上柳昌彦・新潮社のけい子さん - 6月11日：明石家さんま 聴取率調査週間のために出演。肝心の中島はさんまの存在自体を知らず、番組が終わるまでトークは噛み合わなかった。 - 9月18日：柏原芳恵 1985年 - 12月2日：おニャン子クラブ（新田恵利、樹原亜紀、名越美香、国生さゆり、立見里歌） 1986年 - 1月13日：尾崎豊 - 2月17日：甲斐よしひろ アルバム「REPEAT & FADE」のプロモートを兼ねてゲスト入り。辰年の女（中島）と巳年の男（甲斐）の関係の話などを展開。 - 2月24日：小泉今日子 - 4月7日：三田寛子 - 6月2日：糸井重里・春風亭小朝 コンサートツアー『五番目の季節』最終地である沖縄にて、ラジオ沖縄(JOXR)の協力の元、生放送されたが、この回は「半」生放送と言える。当時、週刊文春に連載中の「糸井重里の萬流(まんりゅう)コピー塾(家元:糸井重里、番頭:春風亭小朝)」とのコラボレーションであった。その時のお題は(糸井重里が、独身である中島みゆきに合わせて)「独身のすすめ」である。放送時間のほぼ半分を占め、オープニングのCMブレイクから数えて5回目のCMブレイク後の「ひとり上手」コーナーにて「萬流コピー塾」の部分は、糸井重里、春風亭小朝の都合により東京にて収録され、ラジオ沖縄のミキシングコンソールのテープレヴュー(逆回し)により録音放送である事を明かし「あー、話したかったー！」と嘆いていた。尚、オープニングで放送スタッフとしてニッポン放送(JOLF)のディレクターである入江たのしとアナウンサーである上柳昌彦(その時は皿回し(DJ))が沖縄入りしており、入江たのしのいじりは西表(いりおもて)たのし(浜辺で肌をこんがり焼いたと言う暗喩と思われる)、上柳昌彦のいじりは、沖縄入り恒例の手拍子である「あ、うえやなぎ！ あソ～レ、うえやなぎ！ よ～べば出てくるうえやなぎ！」と手拍子で囃し、本人がミキシングコンソールから「人がいなくてね、も～俺がいないと...」と口上を述べながらスタジオへ登場した。そして、中島みゆき『専属』カメラマンと認識されていた田村仁(たむら じん。通称：たむじん)、ダブル構成(通称：ポチとラスカル)、マネジャーの二人(通称：長老とししゃも)等が紹介され、「ひとり上手」のコーナーからは、打ち上げで酔っ払ったツアーメンバーがスタジオに乱入した。エンディングでは読んだハガキの計量大会が行われており、(「目方でポン」と言う気の抜けたネーミングの企画で、一週間分のパーソナリティの読んだハガキの総重量を当てると言うもの)当てたリスナーには、豪華賞品として、当時は高価であったCDプレイヤー(想定で6～8万円台の機種)を20名に進呈すると言うものである。尚、中島みゆきの回では73グラムであったが、「萬流コピー塾」で読まれたハガキの重量は加算されず、ブーイングしていた。因みにオープニングCMブレイク時の曲は、コンサートツアー『五番目の季節』で歌われていた新曲「あたいの夏休み」。エンディングの曲は、アルバム『おかえりなさい』の「この空を飛べたら」である。 - 6月23日：沢田研二 - 7月14日：杉山清貴 - 7月28日：THE ALFEE - 9月8日：渡辺美里 当時、裏番組の『渡辺美里のスーパーギャング』（TBS）を担当中であったが、中島が直接TBSに乗り込み、突然といった形でスーパーギャングのスタジオに入り、裏番組同士の両番組による同じ放送が実現した。 - 11月10日：谷山浩子 - 12月1日：玉置浩二 - 12月22日：杉本和世 1987年 - 3月30日：デーモン小暮（現：デーモン閣下 当時、聖飢魔II） |

## レギュラー終了後の復活

### 1991年
1991年10月14日に「オールナイトニッポン」25周年記念の一環として、特別に復活放送が行われた（他にも、タモリ、ビートたけし、笑福亭鶴光など）。

#### 行われたコーナー
- Maybe
- 大嫌いだ
- ひとり上手
- めんねの日記
- 家族の肖像

### 2006年
2006年12月15日には「オールナイトニッポン」40周年を記念し、15年ぶりに放送が行われた。この時は上柳（当時は平仮名の「うえやなぎまさひこ」名義）がパートナーとしてスタジオに入った。中島は2年前まで上柳と『中島みゆき ほのぼのしちゃうのね』に出演していたが、ライブドアによるニッポン放送買収騒動が勃発した際に中島が同局への出演を拒否したために、2005年以後ニッポン放送への出演が途絶えていた。
コーナーへの投稿は、アルバム『ララバイSINGER』に封入された専用はがきのみで受け付けられたが、約1万通の投稿が寄せられた。
オールナイトニッポンのジングルはレギュラー末期の1987年当時のものが使用された。

#### 行われたコーナー
- 平仮名四重奏
- 人生の叫び「ただ○のためにだけ!!」
- 漕ぎ手の名人
- お水のみゆきさん ベスト10
- 「とろ」との遭遇（ネタは募集されたが、時間が足りなくなったため放送はされなかった）

### 2013年
2013年2月23日27時-28時にオールナイトニッポン45時間スペシャルの一環として放送され、番組内で、重大発表が行われ、2013年4月から月1回日曜日27時-29時に「中島みゆきのオールナイトニッポン月イチ」としてレギュラーが復活することになり、第1回は4月14日に放送。なお、リスナーからのコーナー投稿（真夜中の告白・真夜中のつや話）は葉書で行われた。

## スタッフ
- プロデューサー：亀渕昭信
- ディレクター：岡崎正通、宮本幸一、福江元久、松村吉洋、土屋夏彦、入江たのし
宮本は、担当第1回目の時に下痢で中座したことから、番組中でゲリミヤと呼ばれていた[34]。
- アシスタントディレクター：渡辺実、菅原長一郎（通称：ねずみ男[35]）
- ミキシング・エンジニア：前川豊、大沢勝、柳孝司
- スクリプトライター：寺崎要（通称：ポチ）[4]、高江歩、和田誠（通称：メリー）[34]、新居耕治

## 番組書籍
- 中島みゆきオールナイトニッポン 編『LOVE』扶桑社、1987年5月29日。ISBN 9784893531360。